# Jacuširské moře
Jacuširské moře (japonsky Jacuširo-kai, 八代海) zvané též Širanuiské moře (Širanui-kai, 不知火海) je mělké vnitrozemské moře, které odděluje ostrov Kjúšú od souostroví Amakusa. Rozkládá se převážně na území prefektury Kumamoto a na jižním konci hraničí též s prefekturou Kagošima. Na severu se rozkládá Ariacké moře, na jihu pak Východočínské moře. K významnějším městům ležícím u Jacuširského moře patří Jacuširo a Minamata.

## Geografie
Na západě se nacházejí dva průlivy do Východočínského moře, a sice:
- Kuro-no-seto (黒之瀬戸), 32° s. š., 5° v. d. mezi ostrovy Kjúšú a Nagašima, který je v nejužším místě jen 350 m široký.
- Nagašima-kaikjó (長島海峡) respektive Nagašima-seto (長島瀬戸), 32° s. š., 12° v. d. mezi ostrovy Nagašima a Šimošima.

Na severozápadě moře ohraničuje souostroví Amakusa a na severu poloostrov Uto (Uto-hantó, 宇土半島). Z druhé strany je oba omývá Ariacké moře, s nímž Jacuširské moře propojují další mořské úžiny:
- Hondo-seto (本渡瀬戸), 32° s. š., 26° v. d. mezi ostrovy Šimošima a Kamišima, která je v nejužším místě široká jen 50 m.
- Mičigoe-no-seto (満越ノ瀬戸), 32° s. š., 32° v. d. mezi ostrovy Kamišima a Ójanodžima
- Sankaku-no-seto (三角ノ瀬戸), 32° s. š., 37° v. d. mezi ostrovem Ójanodžima a poloostrovem Uto.

Na severovýchodním pobřeží se rozkládá planina Jacuširo (Jacuširo-heija, 八代平野) se stejnojmenným městem, zbývající část východního pobřeží Kjúšú je zvlněna k moři spadající vrchovinou Kjúšú-sanči (九州山地). Jižní pobřeží tvoří další rovina.
Jacuširské moře je ve východozápadním směru 15 km široké a v severojižním směru 70 km dlouhé. Ve své nejhlubší části dosahuje hloubky 50 m, jinak je poměrně mělké.

## Znečištění rtutí
Během 50. a 60. let minulého století bylo moře silně znečištěno rtutí, kterou do jeho vod vypouštěla chemická továrna společnosti Chisso, jež se nachází ve městě Minamata. Vysoce toxické organosloučeniny rtuti (methylrtuť, dimethylrtuť apod.), které se shromažďovaly v tělech ryb, měkkýšů a korýšů žijících ve zdejších vodách, způsobily nárůst takzvané Minamatské choroby u zdejšího obyvatelstva, které se těmito mořskými živočichy živilo. Tato choroba způsobená otravou rtutí způsobila ochrnutí a smrt tisíců Japonců žijících na pobřeží Jacuširského moře. Vážně narušen byl rovněž zdejší ekosystém.